# Spezia Calcio 1906 2006-2007

## Stagione
In questa stagione 2006-2007 il neopromosso Spezia gioca nella Serie B.
L'esordio in campionato è avvenuto lunedì 11 settembre 2006, in occasione dell'incontro casalingo con il Cesena. Il risultato finale è stato (1-1) e la prima rete spezzina è stata segnata da Davide Dionigi, successivamente ceduto al Crotone nel mercato di gennaio.
Nel girone di andata lo Spezia si è sempre mantenuto al di fuori della zona a rischio di retrocessione realizzando, fra alti e bassi, due grandi imprese quali la prima ed unica vittoria a Marassi contro il Genoa (1-2) ed il pareggio, ma sfiorando il successo casalingo, contro la Juventus (1-1).
Nel girone di ritorno alcune sconfitte con le dirette concorrenti ed i numerosi scivoloni subìti tra le mura amiche hanno costretto gli aquilotti a combattere fino all'ultima giornata di campionato, nella quale la squadra ha evitato la retrocessione diretta a discapito dell'Arezzo ottenendo un'altra storica vittoria (2-3) allo stadio Olimpico di Torino contro la Juventus che non perdeva in casa dal lontano aprile 2005, ma che da alcune giornate aveva già ottenuto la promozione.
Per conquistare la salvezza, la squadra ha dovuto disputare i Play-out, nei quali ha battuto il 15 giugno in casa l'Hellas Verona (2-1) in rimonta (con reti di Saverino su rigore e Do Prado) e pareggiando (0-0) la partita di ritorno disputata il 21 giugno allo stadio Bentegodi grazie ai molteplici interventi del portiere Nicola Santoni. In tal modo gli aquilotti si sono salvati, condannando alla retrocessione in Serie C1 la squadra scaligera dell'Hellas.
Nella Coppa Italia gli aquilotti sono stati eliminati nel primo turno, a causa della sconfitta (3-2) subìta il 19 agosto allo stadio Luigi Ferraris contro Genoa.

## Divise e sponsor
Il fornitore di materiale fu Mass, mentre gli sponsor commerciali furono Hyundai e Tecnocasa.
| Casa | Trasferta | Terza divisa |

## Rosa
| N. |                   | Ruolo | Calciatore              |
| -- | ----------------- | ----- | ----------------------- |
| 1  | Italia (bandiera) | P     | Ivano Rotoli            |
| 2  | Italia (bandiera) | D     | Ferdinando Giuliano     |
| 3  | Italia (bandiera) | D     | Marco Zamboni           |
| 4  | Italia (bandiera) | C     | Simone Confalone        |
| 5  | Italia (bandiera) | D     | Roberto Maltagliati     |
| 6  | Italia (bandiera) | D     | Gennaro Scarlato        |
| 7  | Italia (bandiera) | C     | Paolo Ponzo             |
| 8  | Italia (bandiera) | D     | Pietro Fusco            |
| 9  | Italia (bandiera) | A     | Massimiliano Varricchio |
| 10 | Italia (bandiera) | C     | Giuseppe Alessi         |
| 11 | Italia (bandiera) | A     | Massimiliano Guidetti   |
| 14 | Italia (bandiera) | D     | Giovanni Rossi          |
| 15 | Italia (bandiera) | C     | Nicola Padoin           |
| 16 | Italia (bandiera) | A     | Davide Dionigi          |
| 16 | Italia (bandiera) | D     | Davide Addona           |
| 18 | Italia (bandiera) | A     | Eder Baù                |
| 18 | Italia (bandiera) | A     | Corrado Colombo         |
| 19 | Italia (bandiera) | A     | Nello Russo             |
| 19 | Italia (bandiera) | C     | Alberto Quadri          |

| N. |                     | Ruolo | Calciatore          |
| -- | ------------------- | ----- | ------------------- |
| 20 | Italia (bandiera)   | A     | Matteo Pelatti      |
| 20 | Italia (bandiera)   | D     | Daniele Pedrelli    |
| 20 | Italia (bandiera)   | C     | Gianmarco Dura      |
| 21 | Italia (bandiera)   | C     | Davide Saverino     |
| 22 | Italia (bandiera)   | P     | Nicola Santoni      |
| 23 | Italia (bandiera)   | D     | Fabio Aliboni       |
| 25 | Italia (bandiera)   | A     | Salvatore Romeo     |
| 27 | Italia (bandiera)   | D     | Davide Nicola       |
| 30 | Italia (bandiera)   | D     | Marco Gorzegno      |
| 33 | Paraguay (bandiera) | A     | Tomás Guzmán        |
| 37 | Italia (bandiera)   | P     | Luca Mondini        |
| 46 | Italia (bandiera)   | C     | Alessandro Frara    |
| 55 | Camerun (bandiera)  | C     | Daniel Maa Boumsong |
| 68 | Italia (bandiera)   | C     | Vito Grieco         |
| 77 | Italia (bandiera)   | D     | Marco Pecorari      |
| 81 | Brasile (bandiera)  | C     | Guilherme Do Prado  |
| 86 | Italia (bandiera)   | C     | Mirko Bruccini      |
| 87 | Italia (bandiera)   | P     | Alessio Locatelli   |
| 89 | Italia (bandiera)   | P     | Federico Gini       |

## Risultati

### Serie B

#### Girone d'andata
| Arbitro: | Celi (Bari) |

|             |           |             |
| Dionigi 74’ | Marcatori | 82’ Pestrin |

| Arbitro: | Brighi (Cesena) |

|                |           |                |
| Bellucci 90+2’ | Marcatori | 85’ Varricchio |

| Arbitro: | Ciampi (Roma) |

|                |           |  |
| Varricchio 32’ | Marcatori |  |

| Arbitro: | Zanzi (Lugo di Romagna) |

|                     |           |                                  |
| Lodi 53’ Ischia 60’ | Marcatori | 57’ (rig.) Saverino 88’ Gorzegno |

| Arbitro: | Banti (Livorno) |

|  |           |               |
|  | Marcatori | 71’ Cannavaro |

| Bergamo 8 ottobre 2006, ore 15:00 6ª giornata | AlbinoLeffe       | 0 – 0 referto | Spezia | Stadio Atleti Azzurri d'Italia (2.200 spett.)\| Arbitro: \| Gava (Conegliano) \| |
| Arbitro:                                      | Gava (Conegliano) |               |        |                                                                                  |

| Arbitro: | Pierpaoli (Firenze) |

|                |           |              |
| Gorzegno 45+3’ | Marcatori | 74’ Bernacci |

| Arbitro: | Gervasoni (Mantova) |

|             |           |                     |
| Volpato 64’ | Marcatori | 77’ (rig.) Saverino |

| Arbitro: | Zanzi (Lugo di Romagna) |

|                           |           |                                   |
| Guidetti 61’ Sacrlato 88’ | Marcatori | 28’ Carozza 90’ Antonelli Agomeri |

| Arbitro: | Lena (Ciampino) |

|                         |           |  |
| Santoruvo 6’ Carrus 84’ | Marcatori |  |

| Arbitro: | Iannone (Napoli) |

|                |           |  |
| Varricchio 85’ | Marcatori |  |

| Arbitro: | Celi (Campobasso) |

|                     |           |                                  |
| Adaílton 75’ (rig.) | Marcatori | 44’ (rig.) Saverino 61’ Guidetti |

| Arbitro: | Lops (Torino) |

|  |           |                    |
|  | Marcatori | 90+4’ (aut.) Frara |

| Arbitro: | Gervasoni (Mantova) |

|                        |           |              |
| Lima 62’ Graffiedi 85’ | Marcatori | 31’ Saverino |

| Arbitro: | Giannoccaro (Lecce) |

|                           |           |           |
| Scarlato 31’ Saverino 70’ | Marcatori | 52’ Verón |

| Arbitro: | Salati (Trento) |

|               |           |              |
| Possanzini 2’ | Marcatori | 80’ Guidetti |

| Arbitro: | Iannone (Napoli) |

|  |           |                            |
|  | Marcatori | 41’ Caccavallo 54’ Osvaldo |

| Arbitro: | Orsato (Schio) |

|                            |           |               |
| Jeda 4’ (rig.) Valiani 44’ | Marcatori | 82’ Confalone |

| Arbitro: | Rosetti (Torino) |

|                                          |           |                          |
| Confalone 40’ Guidetti 48’ N. Padoin 82’ | Marcatori | 8’, 42’ Degano 49’ Cacia |

| Arbitro: | Velotto (Grosseto) |

|                 |           |  |
| Acquafresca 56’ | Marcatori |  |

| Arbitro: | Rocchi (Firenze) |

|               |           |              |
| Confalone 39’ | Marcatori | 90+2’ Nedved |

#### Girone di ritorno
| Arbitro: | Iannone (Napoli) |

|                     |           |  |
| Salvetti 21’ (rig.) | Marcatori |  |

| Arbitro: | Mazzoleni (Bergamo) |

|                             |           |  |
| Guidetti 21’ Varricchio 81’ | Marcatori |  |

| Arbitro: | Pierpaoli (Firenze) |

|           |           |                |
| Biasi 65’ | Marcatori | 69’ C. Colombo |

| Arbitro: | Squillace (Catanzaro) |

|              |           |           |
| Guidetti 52’ | Marcatori | 4’ Di Deo |

| Arbitro: | Giannoccaro (Lecce) |

|                                        |           |                |
| Bogliacino 46’ Calaiò 79’ Bucchi 90+1’ | Marcatori | 52’ C. Colombo |

| Arbitro: | Gervasoni (Mantova) |

|                                                 |           |             |
| Guidetti 31’ C. Colombo 56’ Saverino 70’ (rig.) | Marcatori | 24’ Garlini |

| Mantova 13 marzo 2007 28ª giornata | Mantova            | 0 – 0 | Spezia | Stadio Danilo Martelli\| Arbitro: \| Velotto (Grosseto) \| |
| Arbitro:                           | Velotto (Grosseto) |       |        |                                                            |

| Arbitro: | Ciampi (Roma) |

|                                 |           |            |
| Varricchio 3’, 62’ Guidetti 37’ | Marcatori | 7’ Capelli |

| Arbitro: | Ciampi (Roma) |

|  |           |                           |
|  | Marcatori | 12’ Guzman 17’ C. Colombo |

| Arbitro: | Pantana (Macerata) |

|                |           |                                        |
| C. Colombo 69’ | Marcatori | 67’ (rig.) Sgrigna 78’ (aut.) Scarlato |

| Arbitro: | Pierpaoli (Firenze) |

|             |           |  |
| Schwoch 42’ | Marcatori |  |

| Arbitro: | Morganti (Ascoli Piceno) |

|              |           |                          |
| Do Prado 76’ | Marcatori | 30’ Di Vaio 51’ Criscito |

| Arbitro: | Palanca (Roma) |

|                                               |           |  |
| Gilioli 17’ Pinardi 62’, 64’ Bruno 67’ (rig.) | Marcatori |  |

| Arbitro: | Damato (Barletta) |

|                           |           |                              |
| Alessi 10’ Guidetti 90+3’ | Marcatori | 2’ Allegretti 7’ Marchesetti |

| Arbitro: | Rosetti (Torino) |

|  |           |                                |
|  | Marcatori | 7’ N. Padoin 52’ (rig.) Guzman |

| Arbitro: | Gervasoni (Mantova) |

|                |           |                                                   |
| C. Colombo 53’ | Marcatori | 59’ Possanzini 68’ (rig.) Hamsik 72’ Stankevicius |

| Arbitro: | Dondarini (Finale Emilia) |

|  |           |                |
|  | Marcatori | 82’ Varricchio |

| Arbitro: | Celi (Campobasso) |

|                                                  |           |                                                         |
| C. Colombo 3’ Scarlato 89’ Guidetti 90+4’ (rig.) | Marcatori | 2’ (rig.) Jeda 9’ (aut.) Addona 43’ Ricchiuti 92’ Bravo |

| Arbitro: | Trefoloni (Siena) |

|                         |           |                     |
| Nocerino 33’ Degano 79’ | Marcatori | 86’ (rig.) Saverino |

| Arbitro: | Saccani (Mantova) |

|                |           |                               |
| C. Colombo 69’ | Marcatori | 67’ Russotto 77’ Fava Passaro |

| Arbitro: | Brighi (Cesena) |

|                          |           |                                         |
| Trezeguet 27’ Bianco 68’ | Marcatori | 26’ Pecorari 66’ Guidetti 89’ N. Padoin |

### Play-out
| Arbitro: | Rosetti (Torino) |

|                                  |           |              |
| Saverino 74’ (rig.) Do Prado 88’ | Marcatori | 23’ Sibilano |

| Verona 21 giugno 2007 Ritorno | Verona            | 0 – 0 | Spezia | Stadio Marcantonio Bentegodi\| Arbitro: \| Rizzoli (Bologna) \| |
| Arbitro:                      | Rizzoli (Bologna) |       |        |                                                                 |

### Coppa Italia
| Arbitro: | Rosetti (Torino) |

|                                |           |                          |
| G. Greco 17’, 73’ Adailton 62’ | Marcatori | 5’ Varricchio 78’ Grieco |